# Kekkai Sensen
Kekkai Sensen (血界戦線?  lit.:Frente de batalla sangriento), también conocido en inglés como Blood Blockade Battlefront, es un manga shōnen creado por Yasuhiro Nightow. Publicado bimensualmente en la revista Jump SQ.19 en el año 2009 y cambiado a la Jump Square en 2010, el cual sigue la historia de un joven fotógrafo de nombre Leonardo Watch quién obtuvo de una entidad desconocida "Los Ojos que todo lo pueden ver" a cambio de que su hermana, voluntariamente, quedara ciega. Tiempo después, llega a la ciudad de Hellsalem's Lot con el fin de unirse a Libra, una organización secreta la cual mantiene el equilibrio entre humanos y seres del Inframundo, además de luchar contra entidades demoníacas cuyo propósito es acabar con la raza humana. El manga ha sido publicado en los Estados Unidos por Dark Horse Comics. 

## Sinopsis
Kekkai Sensen gira en torno a la organización "Libra" la cual combate contra el crimen en la apocalíptica ciudad de Hellsalem's Lot, anteriormente conocida como New York City. Hellsalem's Lot nació cuándo un portal del Inframundo fue abierto, trayendo consigo a varias criaturas de otro mundo llamado El Más Allá. Para evitar que la catástrofe se extendiera, varias personas conocidas como Conjuradores levantaron una gran barrera la cual cubrió todo New York evitando así que la catástrofe se extendiera por todo el mundo.

## Personajes

### Libra
Leonardo Watch (レオナルド・ウォッチ, Reonarudo Uocchi?)
 Seiyū: Daisuke Sakaguchi
Un joven fotógrafo quien llegó a Hellsalem's Lot con el propósito de encontrar la manera de curar a su hermana invidente; Michella.
Un día, mientras tomaba fotografías junto con su hermana cerca de la Estatua de la libertad, una misteriosa entidad apareció preguntándoles a los dos hermanos sobre quien iba a ser el "testigo", y, que quien no lo fuera, no necesitaba ver nunca más. Antes de que pudiera decir algo, Michella accedió a sacrificar su propia vista a cambio de la de su hermano quedando así completamente ciega. Tiempo después, Leonard se convirtió en miembro de Libra para tratar de enmendar el sacrificio de su hermana. 
Al poseer "Los Ojos de Dios que Todo Ven" es capaz de manipular la vista de cualquier ser vivo a un limitado radio de distancia a su voluntad, haciendo que estos le obedezcan. También posee la capacidad de causar un daño mental severo a cualquiera que este en su campo de visión. Por último, puede ver cosas tan diminutas que para el ojo humano serían difíciles o imposibles de detectar.
Klaus V Reinherz (クラウス・V・ラインヘルツ, Kurausu Fon Rainherutsu?)
 Seiyū: Rikiya Koyama
Es el líder de Libra. Un hombre muy poderoso el cual, a pesar de tener un aspecto intimidante, es realmente una buena persona, todo un caballero, honesto hasta la exageración y con una voluntad inquebrantable. Es maestro del estilo de combate sangriento "Brain Grid" el cual posee varias técnicas. Puede crear desde espadas gigantescas con un poder devastador hasta escudos indestructibles. Además de la habilidad de creación, Brain Grid le da capacidad de sellar a casi cualquier enemigo en una cruz, por más poderoso que este sea. Además posee un inteligencia extraordinaria la cual ha demostrado al ser capaz de aguantar una partida de "Prosfair" (Un juego del Inframundo el cual conforme avanza cada vez se va haciendo más complicado, además de que es capaz de volver loco a cualquier humano o matarlo) por 99 horas (Casi 4 días).
Zapp Renfro (ザップ・レンフロ, Zappu Renfuro?)
 Seiyū: Kazuya Nakai
Un mujeriego miembro de Libra y maestro del estilo de combate sangriento "Osa Mayor", el cual permite al usuario manipular su sangre a su antojo. Se le ve molestando a Leo en contadas ocasiones e incluso ha llegado a casi matarlo por "accidente", en especial cuando Leo trabajaba como repartidor de pizzas, pero a pesar de todo eso parece tenerle cierto afecto como a un hermano menor (Al que no quieres). Además tiene la loca obsesión de intentar matar a su jefe en cualquier momento, pero siempre acaba fallando y muy malherido.
Chain Sumeragi (チェイン・皇, Chein Sumeragi?)
 Seiyū: Yū Kobayashi
Una mujer lobo con el poder de la invisibilidad el cual consiste en borrar su presencia con la condición de estar conectada a un enlace (una cadena) que la conecte a este mundo o de lo contrario dejaría de existir. Es capaz de moverse a altas velocidades, por lo cual es la mejor agente de reconocimiento de Libra. A pesar de que no habla mucho, ella muestra una personalidad sádica al causar daño físico a otros sin motivo alguno (En especial a Zapp) además de parecer no importarle la vida de los demás. Está enamorada de Steven en secreto.
Steven A. Starphase (スティーブン・A・スターフェイズ, Sutībun Ē Sutāfeizu?)
 Seiyū: Mitsuru Miyamoto
Es el segundo al mando de Libra. Un hombre con varias conexiones tanto en Hellsalem's Lot como en el Inframundo, además es maestro del estilo de lucha Esmeralda: Sangre Helada, la cual le permite congelar una o varias cosas con solo tocarlas, el rango de alcance de esta habilidad es medianamente limitado, sin embargo, es letal si se está dentro de este.
K.K. (?)
 Seiyū: Ai Orikasa
Animada y confiada miembro de Libra quien tiene un parche en el ojo. Posee armas de alto poder capaces de destruir todo a su paso y cuyo elemento primordial regularmente es la electricidad. Según su descripción del anime; es una madre muy dedicada a su joven hijo.
Deldro Brody & Dog Hummer (デルドロ・ブローディ ＆ ドグ・ハマー, Derudoro Burōdi & Dogu Hamā?)
 Seiyū: Keiji Fujiwara, Mamoru Miyano
Dos hombres en un solo cuerpo unidos por Aligura, una de los 13 reyes del Inframundo. Dog Hummer es un hombre apuesto del cual Aligura se enamoró a pesar de estar saliendo con Brody, pero como no quería tener dos novios, licuó a Brody hasta convertirlo en líquido, después drenó la sangre de Hummer y los unió así creando un ser atractivo y sumamente poderoso. Brody puede materializarse como una armadura viviente que cubre completamente el cuerpo de Hummer, concediéndole una fuerza y una resistencia, ambas físicas, fuera de este mundo. Ambos están prisioneros en la parte más profunda de la cárcel más grande de Hellsalem's Lot, pero a veces son llamados para ayudar a Libra en situaciones extremas.
Zed O'Brien (ツェッド・オブライエン, Tseddo Oburaien?)
 Seiyū: Hikaru Midorikawa
Un tritón con poderes similares a Zapp, ya que ambos fueron entrenados por el mismo maestro. Se unió a Libra después de haber sido abandonado en Hellsalem's Lot. Su estilo de lucha sangriento lo usa para formar tridentes y cuerdas.
Gilbert F. Altstein (ギルベルト・F・アルトシュタイン, Giruberuto Efu Arutoshutain?)
 Seiyū: Banjō Ginga
Es el mayordomo de Klaus y miembro de Libra. Su rostro esta completamente vendado a excepción de sus ojos y su boca. Es muy buen combatiente, conduce un vehículo completamente armado y veloz, además de poseer poderes regenerativos, los cuales lo hacen ser un digno oponente. Se encarga de todas las labores de inteligencia de Libra.
Blitz T. Abrams (ブリッツ・Ｔ・エイブラムス, Burittsu Tī Eiburamusu?)
 Seiyū: Akio Ōtsuka
Antiguo mentor de Klaus y cazador de vampiros de fama mundial. Su apodo
Lucky Abrams (豪運のエイブラムス Gōun no Eiburamusu, Esp."Abrams el afortunado") es un chiste de mal gusto, sólo para aquellos que lo rodean, pues a pesar de ser un imán de desastres catastróficos, nunca sale lastimado. Esta "habilidad" se le atribuye a su trabajo de cazador, pues realmente se trata de una maldición que le provocaron sus enemigos.
"Al estar en la mira de antiguas fuerzas en él convergen un sinfín de poderosas maldiciones que logra evitar siempre en el último momento, haciendo que todo en su rango cercano salga afectado, excepto él" 
Patrick (パトリック, Patorikku?)
 Seiyū: Unshō Ishizuka
Armero de Libra y combatiente ocasional. Tiene una asistente llamada Neyka. Le gusta beber mucho.
Neyka (?)
Es la asistente de Patrick, es muy callada y muy glotona. Según su descripción en el anime es tierna.
Sonic (音速猿, Sonikku?)
 Seiyū: Yūma Uchida
Es un híbrido entre mono y Beyondian capaz de moverse a la velocidad del sonido. Conoció a Leonardo cuando robo su cámara y después se convirtió en su mascota.

### Los Trece Reyes del Inframundo
(Hasta ahora solo son 3 reyes los que han aparecido.)
Femt (フェムト, Femuto?)
 Seiyū: Akira Ishida
Autoproclamado como el "Rey de la depravación" (堕落王, Daraku-ō?) y el líder de la organización criminal más peligrosa que opera en el Inframundo, "Los Trece Reyes". Esta totalmente loco, muestra una actitud sádica (Ansiaba ver a Leo asesinar a Sonic cuando este representaba un peligro), además de que dice odiar todo lo que sea relativamente "normal". No le importa cuantas vidas se pierdan con tal de cumplir su cometido, aun si estos son Aliados. Es buen amigo de Aligura.
Aligura (アリギュラ, Arigyura?)
 Seiyū: Satomi Kōrogi
"La Reina de la Monomia" o "Princesa de la Obsesión" (偏執王 Henshū-ō?). A pesar de ser una de los gobernantes del inframundo muestra la actitud de una típica adolescente malcriada, además de estar obsesiona con el tema de los novios (Incluso torturó a Leo simplemente porque este no quería decirle si había alguien "Especial" en su vida). Mantuvo un relación con Deldro Brody hasta que se enamoró de Dog Hummer, pero ella no quería tener solamente a uno, así que despedazó, molió y licuó a Brody hasta convertirlo en un líquido, después drenó toda la sangre de Dog y los fusionó, creando así al hombre de sus sueños. Como Deldro Brody y Dog Hummer están "presos", Aligura se ha propuesto "liberarlos".
Rey de la Desesperacion (絶望王, Zetsubō-ō??)
 Seiyū: Rie Kugimiya
Un ser de forma indefinida que tomó el control del cuerpo de William el día que la barrera fue puesta sobre todo New York. Cuando él está al mando del cuerpo, los ojos de William se tornan de color rojo intenso, su cabello se lo acomoda hacia atrás dándole una apariencia más siniestra. El desea obtener los ojos que todo lo ven de Leonardo y para eso manipula a Mary con la promesa de que si le obedece, dejara el cuerpo de su hermano para siempre. Tiene una buena relación con Aligura. Es un personaje exclusivo del anime.

### Residentes temporales o permanentes de Hellsalem's Lot
Temporales
Michella Watch (ミシェーラ・ウォッチ Mishēra Uocchi?)
 Seiyū: Nana Mizuki
Es la hermana menor de Leonardo, esta discapacitada de cintura hacia abajo desde su nacimiento y fue llevada Hellsalem's Lot con la esperanza de encontrar a alguien que pudiera curarla. Un día cuando estaba en la Estatua de la Libertad con Leonardo, una misteriosa entidad se apareció frente a ellos con la pregunta ¿Quién va a ser el testigo? Ambos entendieron que él les quitaría la capacidad de ver a uno de ellos, y al ver que Leonardo tenía mucho miedo, ella ofreció su propia vista en sacrificio por su hermano. Actualmente no se sabe donde está, solamente se le ve en un campo vasto y verde.
Mary Macbeth - White (メアリーマクベス - ホワイト, Mearī Makubesu - Howaito?)
 Seiyū: Rie Kugimiya
Una joven extraña y extrovertida descendiente de una familia de conjuradores de sangre pura. A diferencia de toda su familia, ella nació sin poderes psíquicos. Llegó a Hellsalem's Lot junto con su hermano William y sus padres quienes trabajaban como Conjuradores para la "Liga de Alto Orden Espiritual", la cual levantó el domo sobre New York y en medio de eso ambos murieron. Ella vio como su hermano era poseído por una entidad desconocida. Mary actualmente se encuentra internada en un hospital de Hellsalem's Lot a causa de un fallo cardíaco el cual es estabilizado por un conjuro que hicieron sus padres para mantenerla viva. Un día mientras jugaba entre las tumbas de un cementerio cercano al hospital, conoció a Leonardo a quien le dijo que era un fantasma, y para averiguar si era cierto, le tomó una fotografía haciendo que Mary se riera y le empezara a tomar agrado. Mary trabaja en secreto con "El rey de la Desesperación" con la promesa de que este dejara el cuerpo de William una vez que ella le entregue "Los Ojos de Dios". Es un personaje exclusivo del anime.
William Macbeth (ウィリアム·マクベス, Uiriamu Makubesu?)
 Seiyū: Rie Kugimiya
Hijo de Benjamin y Emma Macbeth y hermano de Mary Macbeth. Es un joven conjurador cuyos poderes psíquicos no están completamente desarrollados. Él fue el único de los hijos Macbeth que mostró tener habilidades psíquicas, pero a pesar de eso rara vez las utiliza. Desde pequeño era molestado por los niños de su escuela, siempre lloraba por todo y era muy despistado (Lo cual hacía enfadar a Mary). Llegó a Hellsalem's Lot por asuntos de trabajo de su familia, pero sus padres murieron y él fue poseído por "El rey de la Desesperación" haciendo que este perdiera parcialmente el control de su cuerpo. Es un personaje exclusivo del anime.
Benjamín Macbeth (ベンジャミン·マクベス, Benjamin Makubesu?)
 Seiyū: Hidenobu Kiuchi
Era un conjurador profesional que trabajaba para la "Liga de Alto Orden Espiritual" junto con su esposa. Era un padre cariñoso y fue el quien nombró a Mary y William, White y Black (Blanco y Negro). Murió en el colapso de New York City.
Emma Macbeth (エマ·マクベス, Ema Makubesu?)
 Seiyū: Yukana Nogami
Ex conjuradora profesional de la "Liga de Alto Orden Espiritual" y madre de familia. Consentía mucho a Mary cuando esta era niña. Murió en el "Gran colapso de New York dando su vida por levantar el gran domo que detuvo la catástrofe.
Permanentes
Vivian (ビビアン, Bibian?)
 Seiyū: Miyuki Sawashiro
Un joven vivaz que dirige un restaurante junto con su padre. Es la hija del dueño del restaurante favorito de Leonardo (Por ser el único lugar que sirve comida decente en Hellsalem's Lot) el "Diannes Dinner". Al igual que cada residente de Hellsalem's Lot, parece ser indiferente hacia los extraños acontecimientos que ocurren ahí. A pesar de ser dura a veces, ha mostrado tener un buen corazón al darle de comer a Leo gratis, claro que a cambio de que lave los platos al final. Según su descripción en el anime es muy entrometida.
Luciana Estevez (ルシアナ・エステヴェス, Rushiana Esutevesu?)
 Seiyū: Maaya Sakamoto
Una apasionada doctora que ayuda a todo aquel que llega al hospital. Durante el "Colapso de Hellsalem's Lot", ella quedaría gravemente lastimada junto a varios pacientes; pero, con los poderes de Magra de Grana (Director del Hospital) se salvó ella y obtuvo poderes, a costo de su humanidad. Luciana tiene la habilidad de clonarse en versiones pequeñas de ella misma para ayudar a varios pacientes a la vez. Ella se hizo amiga de Steven y Klaus, teniendo con este último una relación más estrecha.

## Anime

### Temas musicales
El tema de apertura de la serie es Hello, World! interpretado por Bump of Chicken.
El tema de cierre de la serie es "Sugar Song to Bitter Step" interpretado por "Unison Square Garden"

## Kekkai Sensen & Beyond
Es la segunda temporada del anime cuyo estreno fue el 8 de octubre de 2017. 
Kekkai Sensen & Beyond seguirá la misma línea cronológica que Kekkai Sensen (primera temporada) siendo esta una secuela "directamente relacionada", pues nos sitúa tiempo después del incidente con El Rey de la Desesperación. Esto se confirma cuando vemos un recuerdo de Leonard, en modo de flashback, donde aparece White al final del primer episodio. Sin embargo, poco o nada se trataran los sucesos de la primera temporada. Esta segunda temporada precisa ser más fiel al manga y se tienen previstos un total de 12 episodios.

### Temas musicales
El tema de apertura de esta segunda temporada es Fake Town Baby interpretado por Unison Square Garden. 
El tema de cierre de la serie es "Step Up LOVE" interpretado por "Daoko x Yasuyuki Okamura"